# 藤井光 (映画監督)
藤井 光（ふじい ひかる、1976年 - ）は、日本の美術家、映画監督。

## 来歴・人物
1976年東京都生まれ。パリ第８大学美学・芸術第三博士課程DEA卒。2005年に日本に帰国。
2019年、「あいちトリエンナーレ2019」に参加。自身は「表現の不自由展・その後」への出品作家ではなかったが、「表現の不自由展」の展示が中止されると、自身の作品展示をボイコットした。
2020年には、東京都現代美術館の「もつれるものたち」に参加している。

## 美術作品発表
- 東京国立近代美術館
- 水と土の芸術祭2012
- 水戸芸術館現代美術ギャラリー
- せんだいメディアテーク
- 山口情報芸術センター［YCAM］

## 主な映像作品
- ドキュメンタリー映画『わしたちがこんな目にあって、あんたたちは得をした』（2012年）
- ドキュメンタリー映画『PROJECT FUKUSHIMA!』（2012年）
- ドキュメンタリー映画『ASAHIZA 人間は、どこへ行く』（2013年）